# Keule
Die Keule, auch Knüppel, Knüttel oder Prügel (von mittelhochdeutsch brügel, „Prügel, Rührstab“), fällt im Allgemeinen unter die Schlagwaffen, da sie bei der Verwendung den Körper nicht penetriert. Es gibt jedoch auch Versionen, die mit Stacheln oder einer Spitze ausgestattet sind. Diese fallen dann auch unter die Hiebwaffen, da sie bei ihrer Verwendung den Körper penetrieren.
Die physikalische Anwendungserfahrung, die von einem Stock zu einem keulenartigen Werkzeug führte, war die Erfahrung, dass die „Wucht“ (Impuls, kinetische Energie) umso höher wird, je höher die Masse des Körpers ist. Aus der Forderung, dass der Griff noch handgerecht sein muss, ergibt sich dann die typische „Keulenform“: Es reicht, das ferne Ende zu verdicken, da dieses sich beim Schwung mit der höchsten Geschwindigkeit bewegt und damit die höchste Bewegungsenergie aufweist. Aus technischer Perspektive ist ein keulenartiges Werkzeug eine einfache Maschine.

## Ursprung
Zur Schäftung siehe: Schäftung (Vor- und Frühgeschichte)
Die Keule dürfte zu den ältesten Waffen des Menschen gehören (siehe Geröllkeule) und bestand ursprünglich wahrscheinlich aus einem natürlich verdickten Ast oder Wurzelholz; auch tierische Oberschenkelknochen kommen in Frage. Alle Typen verstärkten die Schlagkraft des Armes und sorgten für eine gewisse Distanz zum Gegner. Später wurden Steine mit Pflanzenfasern an Stöcken befestigt; noch später wurden in die Steine Löcher gebohrt, durch welche ein (polierter) Ast gesteckt wurde. Im Sinne des Stocks, der zum Schlagen dient, lässt sich die Verwendung von Keulen auch bei Schimpansen nachweisen.
Das Gerät mit Griff und Verdickungen ist optimal zum Schwingen, sowohl zum Schlagen wie auch zum Werfen geeignet und realisiert ein Prinzip, das bei auf der Keule aufbauenden Werkzeugen wie dem Hammer und dem Beil ebenso umgesetzt ist wie bei allen für das Schwenken optimierten Werkzeugen mit Stiel und Kopf. Technisch gesehen ist die Keule eine einfache Maschine.

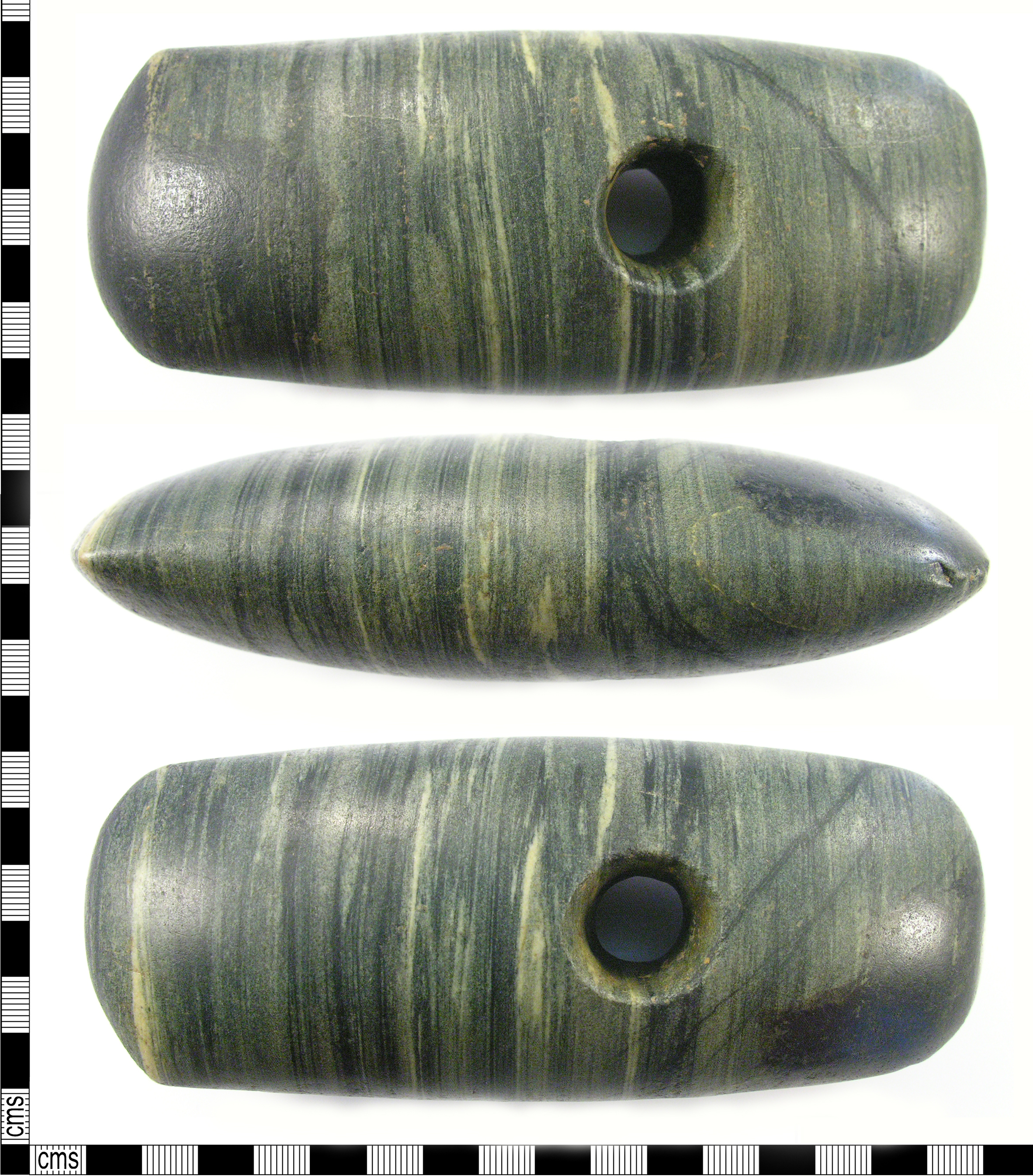
Durchbohrter Keulenkopf (3. Jt.
v. Chr.)

Erste gesicherte Keulen stammen aus der Mittelsteinzeit. Es handelt sich um durchbohrte rundliche, kugelige, scheibenförmige oder flache rechteckige geschäftete Steinköpfe. Runde Keulenköpfe aus Stein sind die Nachfolger der Keulen aus Holz und erscheinen als Geröllkeulen. Die Durchlochung erfolgte durch trichterförmiges Picken oder als Vollbohrung; seit dem Neolithikum auch als Hohlbohrung. In der Maglemosekultur gab es einen Typ, der sich vermutlich aus dem Walzenbeil entwickelte. Diese Keulen haben einen flachen Zapfen, oft mit einem Loch oder einer Einkerbung zum Festbinden. Das stumpfe Nackenende des Walzenbeiles, verdickt hervorgehoben, bildet die Schlagfläche. In Frankreich wurde ein Keulenkopf aus Feuerstein aus dem Campignien gefunden, der offenbar die Imitation eines Felssteingerätes ist. Ein Merkmal ist, dass viele aus optisch auffälligen Gesteinsarten hergestellt wurden, in der Regel glaziale Erratien. Es wurden mehrere Typen definiert, hauptsächlich von Fiona Roe, die 1979 eine britische Typologie vorschlug, die inzwischen verworfen wurde. Seltener sind Geweihkeulen, bei denen alle Stangen entfernt sind. In Kalambofalls (Sambia) wurde eine hölzerne Keule gefunden, deren Alter etwa 200.000 Jahre beträgt. Vermutlich diente die Keule dem Töten von Tieren. Auch der ägyptische König Narmer, der Vereiniger von Ober- und Unterägypten, ließ sich um 3000 v. Chr. auf der berühmten Steinpalette mit einer Keule darstellen. Ebenso gehört sie zu den Attributen des Hindu-Gottes Vishnu.

## Wortherkunft

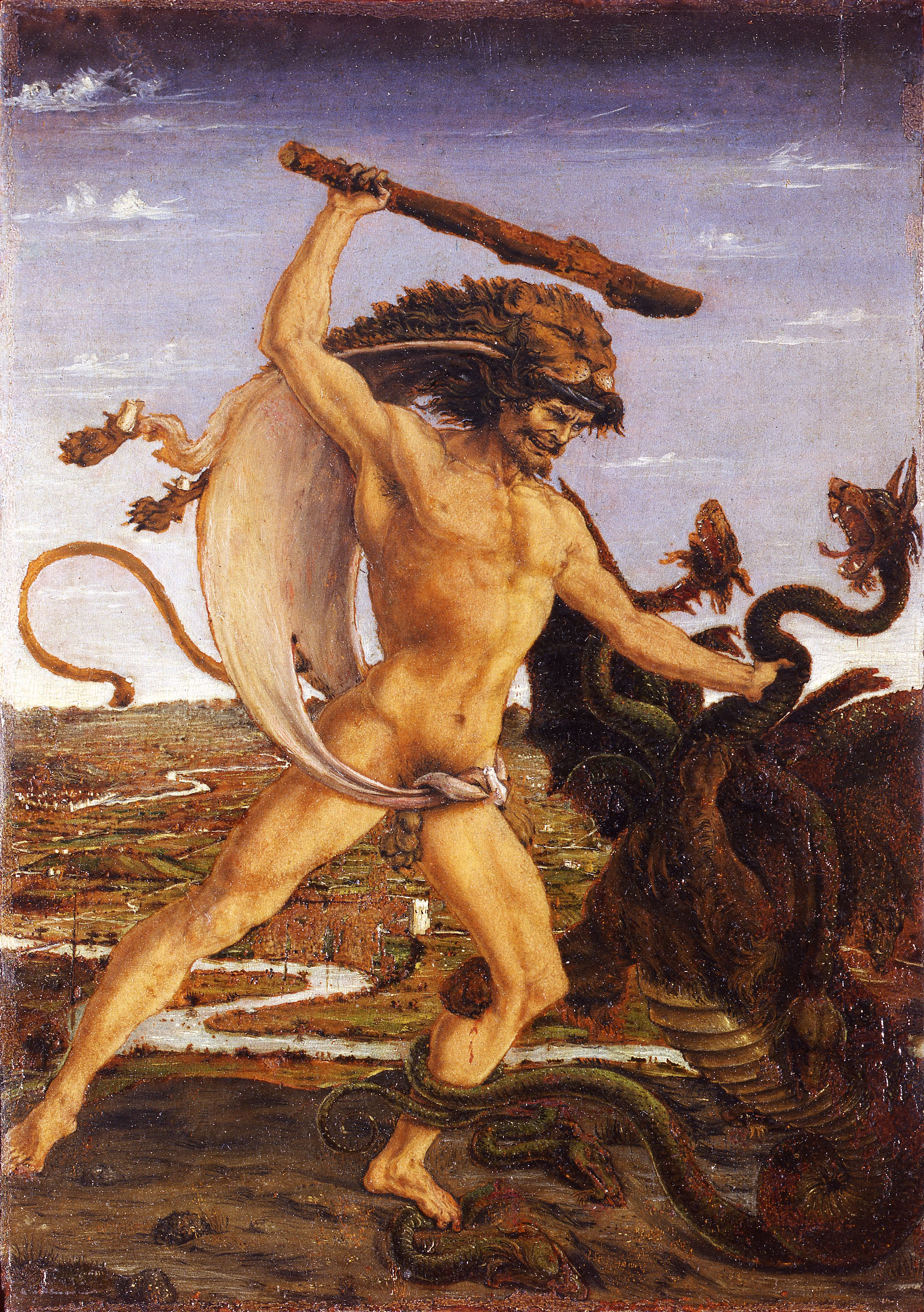
Antonio Pollaiuolo – Herakles und die Hydra (3. Drittel 15. Jh.)

Das Wort „Keule“, mittelhochdeutsch kiule, althochdeutsch nicht nachgewiesen, steht in sprachlicher Nähe zu „Kolben“ und vielleicht auch ursprünglich zu „Kugel“ und „Keil“. Altertümlich wird noch Käule geschrieben (vgl. Kaulquappe). „Knüppel“ steht zu „Knüpfel/Klöpfel“ in der Bedeutung von „Hammer“, aber auch in Nähe zu „Knoten, Knorren, Knubbel“ in der Bedeutung von „Beule“ (am Holz), und „Klöppeln“. „Knüttel“ ist das ursprünglichere, althochdeutsche Wort (chnutil, chnuttil, kinuttil), und heißt „Rundholz“, im Mittelalter ist es eine ritterliche Waffe (kolbe), später auf „Knotenstock“ reduziert (vergl. Knittelvers). „Prügel“, erst ab dem 16. Jahrhundert, oberdeutsch Brügel, heißt ebenfalls ursprünglich Rundholzstück, dann allgemein im selben Kontext als Schlag- oder Wurfholz (vergl. Prügelstrafe, österr. „jemandem Brügel zwischen die Beine werfen“: „jemandem Steine in den Weg legen“). Auch Flegel steht in etwa denselben Bedeutungen wie diese drei Worte, und Schlägel/Schlegel ist dem Wort „Keule“ bedeutungsmäßig eng verwandt. Alle diese Worte stehen auch durchwegs als Schimpfwort für kleine, dickliche Statur oder übertragen für Derb- und Grobheit. Im Berliner Dialekt steht „Keule“ für den (jüngeren) Bruder.
Die Assoziation von „Keule“ und „Schlagen“ ist so eng, dass das Wort „keulen“, ursprünglich „mit der Keule niederschlagen“, auch „niederkeulen“ (Analoge Bildungen: Dolch – erdolchen, Spieß – aufspießen) nur mehr in der Veterinärmedizin bzw. landwirtschaftlichen Tierhaltung in der Bedeutung „töten eines Tieres“ steht – und zwar unabhängig von der Methode. Heute steht es sogar in ausdrücklicher Unterscheidung zu „schlachten“ explizit im Kontext des Seuchenschutzes für das Töten, ohne der Nahrungskette zuzuführen.

### Andere Verwendung des Wortes

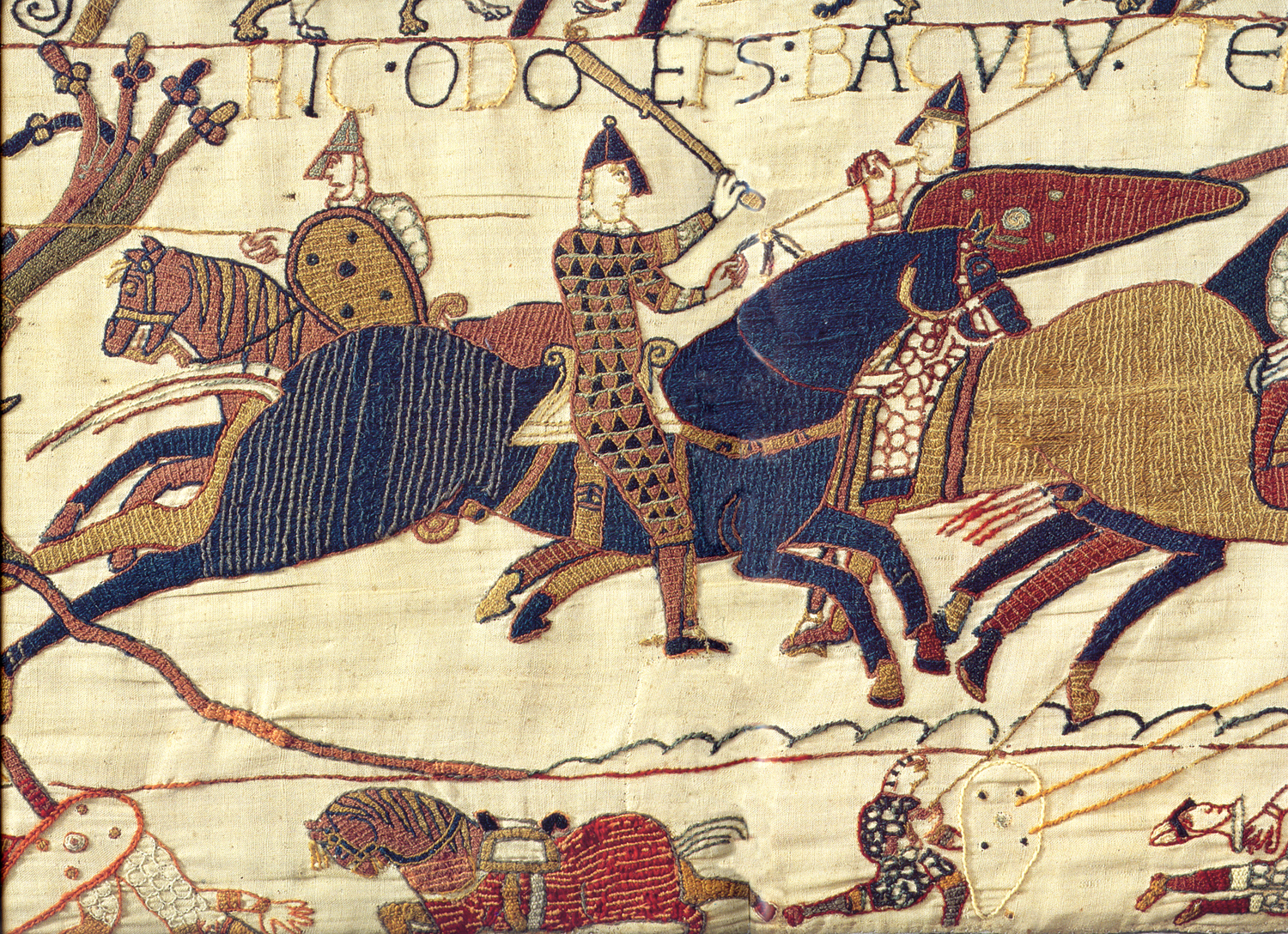
Teppich von Bayeux – Odo von Bayeux bewaffnet mit einer einfachen Keule in der Schlacht bei Hastings (1066)

Eine Keule ist im Vergleich mit anderen eine eher grobe Waffe. Analog dazu kann in gesprochenen Auseinandersetzungen (Wortgefechten) zur „verbalen Keule“ gegriffen werden, beispielsweise in Form von „Totschlagargumenten“.
Die Verwendung von Chemikalien zur Schädlingsbekämpfung wird häufig als Einsatz der „chemischen Keule“ bezeichnet. Zudem war „Chemical Mace“ (chemische Keule) von Smith & Wesson das erste Reizstoffsprühgerät.

## Abgeleitete Geräte

### Werkzeuge
Aufgrund ihres Prinzips kann die Keule als die Stammform des Hammers gesehen werden. So leiten sich aus ihr zahlreiche Werkzeuge ab. Außerdem entstehen aus der Kombination mit dem Keil, der sich als trennendes Werkzeug eignet, insbesondere alle Varianten der Axt, des Beils und der Dexel.

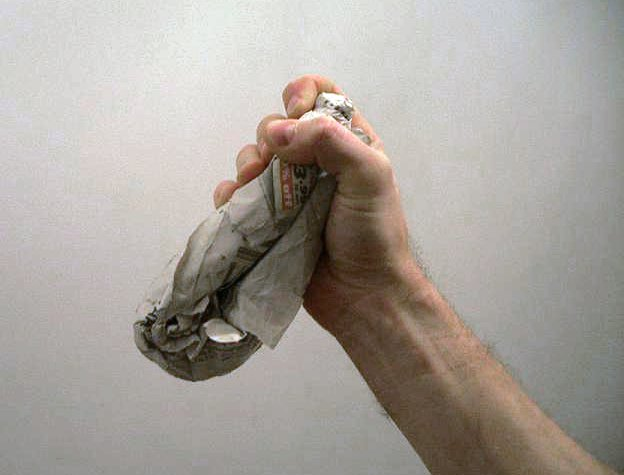
Ursprung der Kombination des Keulenprinzips mit dem des Keils (hier: Faustkeil am Hebelarm)
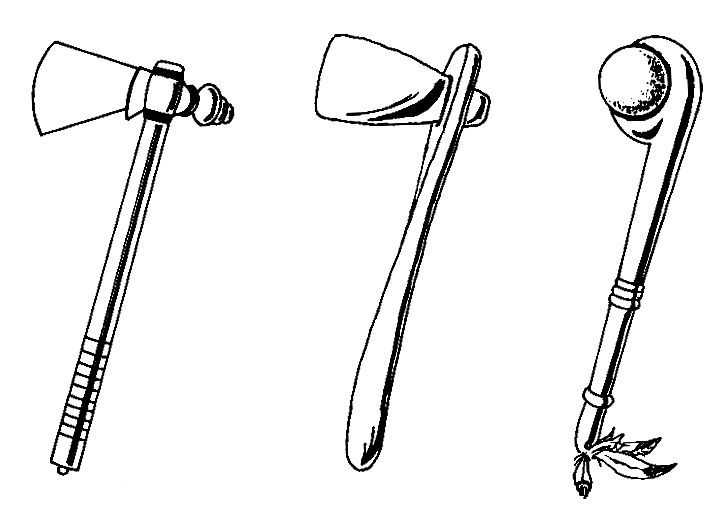
Skizzen dreier Tomahawks, rechts ein als Keule gefasstes Steinbeil steinzeitlicher Bauart, nach links Entwicklung zum modernen Handbeil
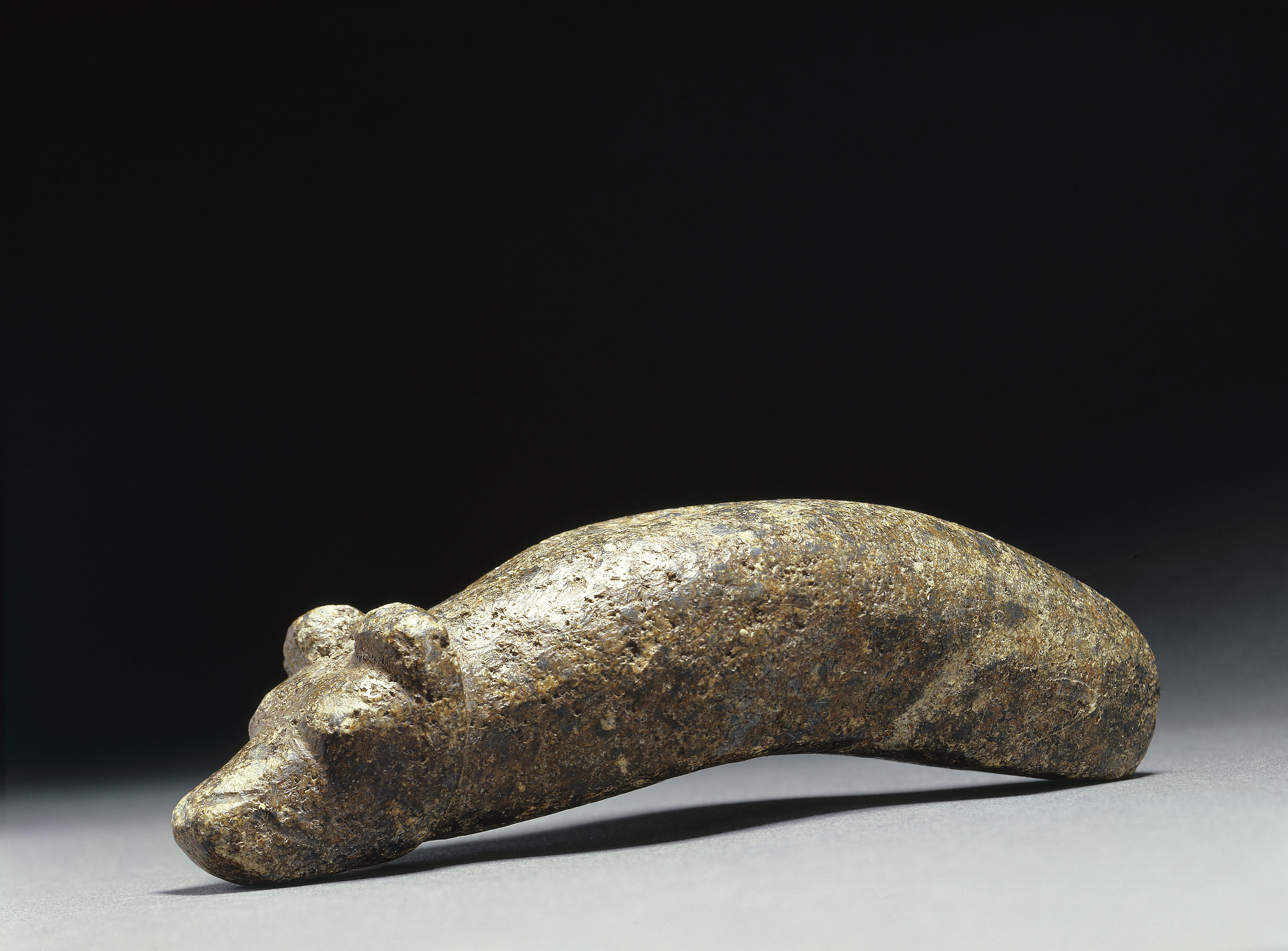
Steinzeitliche Bärenkopfkeule aus Paltamo, Finnland

### Waffen
Die Keule dient auch als eine primitive Schlagwaffe, bestehend aus einem Griff und einem schweren, massiven Ende. Typische Varianten sind Schlagstock (Gummiknüppel, Polizeiknüppel), Streitkolben und Kriegshammer, Weiterentwicklungen sind der Morgenstern (Besatz mit Spießen) oder der Flegel (Auflösung mit Kette).

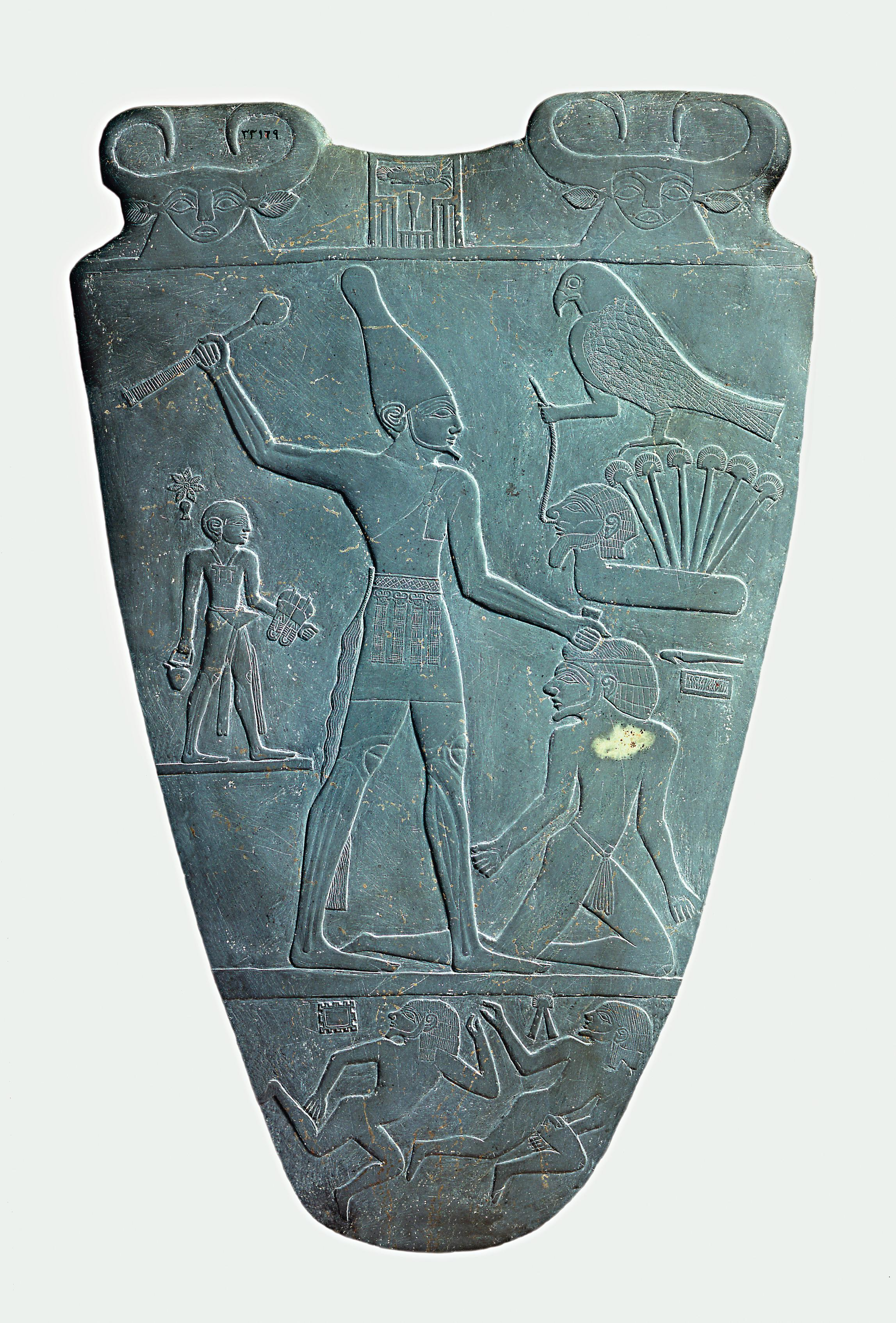
Narmer-Palette (Ägypten, um 3000 v. Chr.)
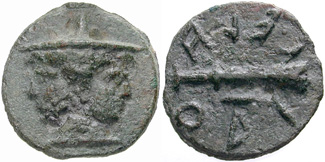
Münze mit Streitkolben (etruskisch, um 220 v. Chr.)
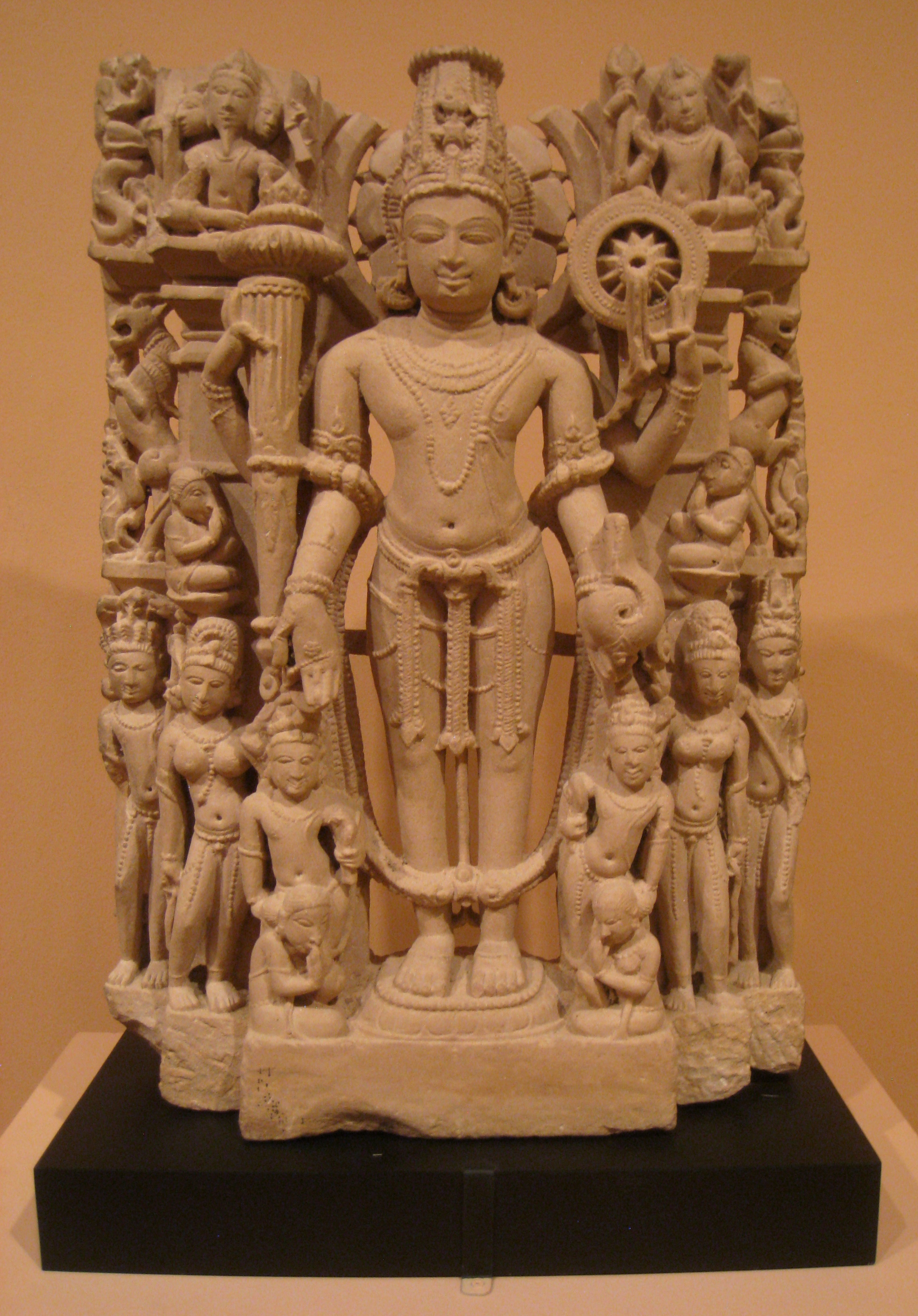
Keule Vishnus (um 1200 n. Chr.)
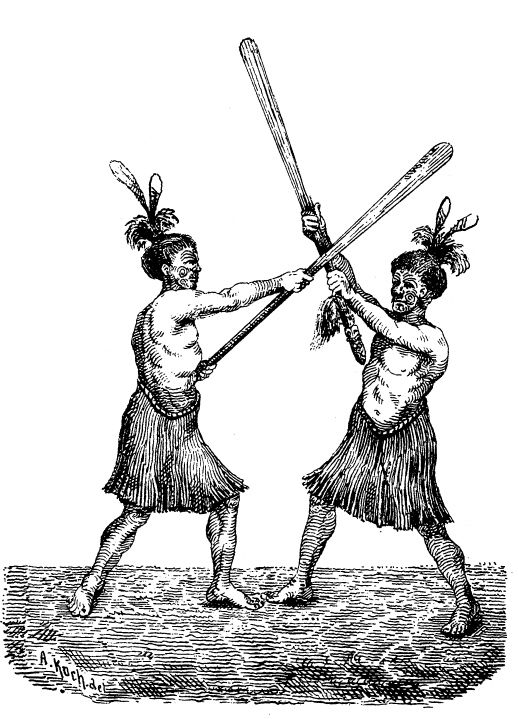
Zwei Māori-Krieger mit Taiaha (Neuseeland, 19. Jh.)

### Sportgeräte
Auch als Sportgerät hat die Keule zu vielfältigem spielerischen Umgang mit einfacher Mechanik geführt:
- Keule als ein Objekt zum Jonglieren
- Neben Ball, Seil, Reifen und Stab eines der Handgeräte in der Rhythmischen Sportgymnastik
- auch Hockey- und Baseballschläger und Schläger zahlreicher anderer Sportarten